# Kristiansand
Kristiansand je grad i središte istoimene općine u norveškom okrugu Vest-Agder. 

## Zemljopis
Grad se nalazi u južnoj Norveškoj na obalama rijeka Otra i Tovdalselva koje se uljevaju u zaljev Skagerrak.

## Stanovništvo
Prema podacima o broju stanovnika iz 2010. godine u gradu živi 67.500, dok u općini živi 80.109 stanovnika.

## Vanjske poveznice
- Službene stranice općine

### Ostali projekti
|  | Zajednički poslužitelj ima još gradiva o temi Kristiansand |